# Antun Branko Šimić
Antun Branko Šimić (18. listopadu 1898 Drinovci – 2. května 1925 Záhřeb) byl bosenský básník chorvatské národnosti, představitel expresionismu. Je vyobrazen na bosenské bankovce v hodnotě 20 KM. Je po něm též pojmenována nejznámější bosenská básnická cena (Nagrada Antun Branko Šimić). Jeho tématy byly bolest, chudoba, smrt či Hercegovina.
Narodil se v bohaté rodině. Základní školu navštěvoval v rodné vesnici a poté chodil na františkánské gymnázium v Širokem Brijegu, z něhož přešel na gymnázium ve Vinkovci a nakonec na gymnázium v Záhřebu. V roce 1917 založil časopis pro umění a kulturu Vijavica, kvůli němuž musel gymnázium opustit, protože školské úřady studentům nedovolovaly vydávat tiskoviny. Nikdy tak nedokončil své vzdělání, což vedlo ke konfliktu s rodiči a ke ztrátě jejich podpory. Časopisu vyšla čísla. První báseň napsal v patnácti letech, vyšla v časopise Luč. Během studií ve Vinkovci vydal sbírku básní Cibaliana, která je hodnocena ještě jako impresionistická. V roce 1919 založil nový časopis Juriš, mj. spolu s Gustavem Krklecem. Vyšla tři čísla. Roku 1920 vydal sbírku Preobraženja, v níž soustředil svou expresionistickou tvorbu. Sbírku věnoval své osudové lásce Tatjaně Marinićové, která byla známa jako komunistická aktivistka. Živil se hlavně literární kritikou a překládáním, mj. přeložil román Knuta Hamsuna Matka země (vyšel ovšem až v roce 1983), ale ekonomicky stále strádal, a to i když roku 1923 převzal redigování časopisu Savremenik. Chudoba ho přiměla se v prosinci 1923 vrátit do Drinovců a smířit se s otcem. Na jaře 1924 se vrátil do Záhřebu, kde založil svůj třetí časopis, Književnik. Někdy v té době také onemocněl tuberkulózou, s níž se posléze léčil v nemocnici v Dubrovníku a zotavoval se v sanatoriu v Cavtatu. Po návratu do Záhřebu v únoru 1925 se však jeho stav rapidně zhoršil. Zemřel 2. května 1925 v nemocnici v Záhřebu a byl pohřben na hřbitově Mirogoj. Velká část jeho tvorby zůstala nepublikována až do 60. let, včetně několika dramatických fragmentů a nedokončeného románu Dvostruko vši.